# آی‌ان‌اس بتوا (تف۳۹)
آی‌ان‌اس بتوا (تف۳۹) (به انگلیسی: INS Betwa (F39)) یک کشتی بود که طول آن 126.4 metres بود و سرعت آن ۳۰ گره بود.